# Hydriomena nipteroides
Hydriomena nipteroides là một loài bướm đêm trong họ Geometridae.